# خورخه راما
خورخه راما (انگلیسی: Jorge Detona؛ زادهٔ ۲۱ مهٔ ۱۹۸۶) بازیکن فوتبال اهل آرژانتین است.